# Droit européen des sociétés
Le Droit européen des sociétés est un projet jusqu'alors non concrétisé. 

## Historique
Dès les années 1970, les autorités européennes ont pris conscience de la nécessité d'harmoniser les Droits nationaux des sociétés pour permettre le développement d'un marché commun. En 2011, treize directives en matière de droit des sociétés sont intervenues en matière de comptabilité, de présentation des bilans, de nullités, de fusions, d'OPA etc. Elles sont passées assez largement inaperçues en France malgré leur influence profonde[réf. nécessaire].
La volonté de créer une forme de société européenne identique pour tous les États européens a en revanche échoué jusqu'ici. Les discussions ont été bloquées pendant des années pour des raisons politiques. En cause notamment la question de la participation des salariés à la gestion de l'entreprise. On peut aussi penser que les pays exportateurs de Droit des sociétés comme les Allemands ont eu du mal à renoncer à leur influence en la matière.
En octobre 2001, un règlement et une directive ont créé la societas europeae, mais en réalité, le nom de société européenne ne correspond pas à la réalité. La règlementation européenne s'est contentée de traiter de points mineurs, renvoyant pour le reste aux Droits nationaux relatifs aux SA ou formes équivalentes.
L'idée de former un véhicule sociétaire purement européen occupe encore les esprits, le projet de la constitution d'une Société Privée Européenne (SPE) largement inspirée de la SAS française continue à être discuté. En 2008, un projet de règlement à ce sujet a été publié par la Commission européenne mais le processus semble à ce jour à nouveau bloqué.

## Référence
- Catherine Cathiard et Arnaud Lecourt, La pratique du droit européen des sociétés – Analyse comparative des structures et des fusions transfrontalières, Editions Joly, collection Pratique des Affaires, 2010